# Anania alta
Anania alta là một loài bướm đêm trong họ Crambidae.